# 杜门扎
杜门扎（義大利語：Dumenza），是意大利瓦雷泽省的一个市镇。总面积18平方公里，人口1457人，人口密度80.9人/平方公里（2009年）。国家统计（ISTAT）代码为012065。